# Relais 4 × 400 mètres masculin aux Jeux olympiques de 1920
Pour un article plus général, voir Athlétisme aux Jeux olympiques de 1920.
Navigation
Stockholm 1912 Paris 1924
L'épreuve du relais 4 × 400 mètres masculin aux Jeux olympiques de 1920 s'est déroulée les  22 et 23 août 1920 au Stade olympique d'Anvers, en Belgique. Elle est remportée par l'équipe des États-Unis (Cecil Griffiths, Robert Lindsay, John Ainsworth-Davies, Guy Butler).

## Résultats

### Finale
| Rang               | Athlètes                                                                 | Temps        |
| ------------------ | ------------------------------------------------------------------------ | ------------ |
| Médaille d'or      | Cecil Griffiths, Robert Lindsay, John Ainsworth-Davies, Guy Butler (GBR) | 3 min 22 s 2 |
| Médaille d'argent  | Henning Dafel, Clarence Oldfield, Jack Oosterlaak, Bevil Rudd (RSA)      | 3 min 23 s 0 |
| Médaille de bronze | Géo André, Gaston Féry, Maurice Delvart, André Devaux (FRA)              | 3 min 23 s 5 |
| 4                  | George Schiller, George Bretnall, Ted Meredith, Frank Shea (USA)         | 3 min 23 s 6 |
| 5                  | Sven Krokström, Sven Malm, Eric Sundblad, Nils Engdahl (SWE)             | 3 min 24 s 3 |
| 6                  | Jules Migeot, Omer Corteyn, Omer Smet, François Morren (BEL)             | 3 min 24 s 9 |